# Parque nacional de Nanthaburi
El Parque nacional de Nanthaburi (en tailandés, อุทยานแห่งชาตินันทบุรี) es un área protegida del norte de Tailandia, en la provincia de Nan. Se extiende por una superficie de 877 kilómetros cuadrados y fue creado en 1996. 
Es un parque con paisaje montañoso, cuya altitud va desde los 300 hasta los 1.674 m s. n. m. que se alcanzan en su pico más alto, el Doi Wow.